# Odyssey (álbum de Ayaka Hirahara)
Odyssey é o primeiro álbum de estúdio e o mais vendido da carreira da cantora Ayaka Hirahara. Teve apenas dois singles, Jupiter (primeiro single da cantora e o mais vendido de sua carreira, cerca de 925 mil cópias, atingindo o primeiro lugar na oricon) e Ashita. Possui 13 faixas.

## Faixas
Faixas do álbum Odyssey:
| N.º | Título                                         | Letras         | Música                           | Duração |  |
| 1.  | "Ashita (明日)"                                | Matsui Gorou   | A. Gagnon                        | 4:10    |  |
| 2.  | "empty space"                                  | Ayaka Hirahara | Ayaka Hirahara                   | 5:11    |  |
| 3.  | "Prescious Time"                               | Ayaka Hirahara | Ayaka Hirahara                   | 4:48    |  |
| 4.  | "Re:PPEPER"                                    | Ayaka Hirahara | Ayaka Hirahara                   | 4:41    |  |
| 5.  | "Anata no Ude no Naka de (あなたの腕のなかで)" | Takeshi Senoo  | Takeshi Senoo / Shingo Kobayashi | 4:53    |  |
| 6.  | "Get busy - instrumental"                      | -              | Shingo Kobayashi                 | 2:24    |  |
| 7.  | "Soshuu Yakyoku (蘇州夜曲)"                    | Saijou Yaso    | Yoshikazu Hattori                | 3:56    |  |
| 8.  | "Any more"                                     | Ayaka Hirahara | Ayaka Hirahara                   | 5:06    |  |
| 9.  | "SKool for AH"                                 | Ayaka Hirahara | Shingo Kobayashi                 | 4:29    |  |
| 10. | "Brand-new Day"                                | Kawanomichio   | Kawanomichio                     | 5:35    |  |
| 11. | "mama"                                         | Ayaka Hirahara | Masayuki Sakamoto                | 5:44    |  |
| 12. | "Pure Blue - instrumental"                     | -              | Masayuki Sakamoto                | 2:25    |  |
| 13. | "Jupiter"                                      | Yumi Yoshimoto | G.Holst / Masayuki Sakamoto      | 6:01    |  |